# Maddie Ziegler
Madison Nicole Ziegler (rođena 30. rujna 2002.) američka je glumica i plesačica. 
Pojavila se u Lifetimeovom reality showu Dance Moms, od 2011. (u dobi od 8 godina) do 2016., i glumila u nizu Sijinih glazbenih videa, počevši s " Chandelier " i " Elastic Heart ", koji su ukupno privukli više od 6 milijardi pregleda na YouTubeu. Ziegler se pojavljivao u filmovima, televizijskim emisijama, koncertima, reklamama i na naslovnicama časopisa.
Ziegler je bila sutkinja u sezoni 2016. So You Think You Can Dance: The Next Generation, bila je na turneji sa Sijom u Sjevernoj Americi i Australiji 2016. i 2017. te je imala plesne turneje s njezinom sestrom Mackenzie. Njezini memoari iz 2017., The Maddie Diaries, bili su bestseler New York Timesa.  Njezine filmske uloge uključuju Camille Le Haut u animiranom filmu Ballerina (2016.), Christinu Sickleman u The Book of Henry (2017.), naslovnu ulogu u Music (2021.), Miju u srednjoškolskoj drami The Fallout (2021.), Velma u filmu Stevena Spielberga iz 2021. West Side Story i Lindy u filmu Uklapanje (2023.).
Časopis Time je Ziegler uvrstio na svoj popis "30 najutjecajnijih tinejdžera" svake godine od 2015. do 2017. Uvrštena je na Forbesov popis 30 Under 30 za 2023. u kategoriji Hollywood & Entertainment. Njezina prisutnost na društvenim mrežama uključuje Instagram račun s više od 13 milijuna pratitelja. 

## Životopis
Maddie Ziegler rođena je 30. rujna 2002. godine u Pittsburghu, Pennsylvaniji, SAD. Ima njemačke, talijanske i poljske korijene. 2011. godine njezini roditelji su se razveli. Maddy ima mlađu sestru Mackenzie i nekoliko polubraće i polusestara: Matthew Gisoni, Ryan Ziegler i Tyler Ziegler. Veliku ulogu u njenom životu odigrala je uloga u showu Dance Moms (Mame plesača) koja je ujedno bila i jedan od razloga po kojem je postala poznata. Maddie se bavi plesom, ali uz ples ima i druge hobije kao što su gluma i pisanje knjiga. Autorica je nekoliko knjiga: "The Maddie Diaries", "The Audition", "The Callback", "The Competition". 

## Dance Moms
Plesati je započela u dobi od dvije godine. Isprva su to bili kućni nastupi pred roditeljima, ali ubrzo nakon toga plesala je u plesnom studiju. Godine 2011. majka odlučuje Maddie i Mackenzie prijaviti na TV show Dance Moms. Dance Moms američka je reality serija na Lifetimeu, koja se bazira na ranoj obuci i karijeri djece u plesu i show businessu pod pokroviteljstvom Abby Lee Miller, instruktorice plesača. Čim je Maddie  krenula plesati, gledatelji su uočili njenu veliku strast i talent, dok je Mackenzie lagano slijedila njene korake. Maddie, njena mlađa sestra Mackenzie i njihova majka sudjelovale su u šest sezona emisije do 2016. godine. Dance Moms je učinio veliki pomak u njezinom životu, od obične djevojčice pretvorio ju je u jednu od najpoznatijih tinejdžerki na svijetu. Njihova majka Melissa govorila je o teškoćama slave kroz godine. U jednom je intervjuu objasnila tamnu stranu Dance Momsa, internetsko zlostavljanje.

## Modeling
Glazba i filmovi nisu jedina područja aktivnosti u kojima je Maddie uspjela.Maddie je modelingom predstavila marke: Clean & Clear, Capezio, uključujući njihovu liniju Betsey Johnson, Target i Ralph Lauren. Također je objavljena na brojnim naslovnicama časopisa i modnim uvodnicima za: Schön!, Elle, Dance Spirit, Nylon, Cosmopolitan, Teen Vogue, Stella, Vanity Fair Italia, Flaunt, i u mnogo drugih. 2014. godine Maddie i njezina sestra objavile su modnu liniju The Maddie & Mackenzie Collection namijenjene djeci školske i tinejdžerske dobi. Na New York Fashion Weeku 2015. Maddie je radila kao dopisnik za Elle. Pokrenula je istoimenu povremenu modnu liniju, za djevojčice u listopadu 2016., uključujući haljine, jakne i sl. Pojavljuje se na naslovnici albuma Sia 2017. godine. 2018. Maddie je prikazana u oglasnoj kampanji za Tiffany & Co.